# 류원기
류원기(1947년 2월 6일 ~)는 경상북도 칠곡군 출신이다. 부산광역시 역도연맹과 대한역도연맹의 회장을 맡은 적이 있다.
여대생 청부살인사건의 살인교사 혐의로 체포된 윤길자의 남편이다. 류원기는 윤길자의 형집행정지를 돕기 위해 검사와 의사에게 뇌물을 수수하는 등 담합 및 횡령 등으로 징역 4년 6개월을 구형받았다. 1심 재판부에서 횡령 형의만 적용받아 징역 2년 형을 선고받았으며, 2014년 2월 바로 상고했다. 구치소에 수감된 채 2심 재판을 받던 중 보석으로 풀려나 불구속 상태로 선고 공판에 출석했으며, 같은 해 10월, 2심에서 징역 2년에 집행유예 3년으로 감형 받았다.